# Vidua purpurascens
La viuda purpúrea (Vidua purpurascens) es una especie de ave paseriforme perteneciente a la familia Viduidae. Es una especie no amenazada según la IUCN. Se puede encontrar en Angola, Botsuana, República Democrática del Congo, Kenia, Malaui, Mozambique, Sudáfrica, Tanzania, Zambia y Zimbabue. Su hábitat natural es la sabana.